# Hans Visser (voetballer)
Hans Visser (Alkmaar, 17 december 1966) is een Nederlands voormalig voetballer.
Hij was van 2009 tot 2015 techniek- en assistent-trainer bij KRC Genk, samen met Pierre Denier. In die periode behaalde de club de Beker van België en de landstitel. In 2015 werd hij door Frank Vercauteren, wiens assistent hij eerder was bij Genk, gevraagd hem te vergezellen naar het Russische Krylja Sovetov Samara.
Van juli 2017 tot maart 2019 was hij assistent-trainer bij Roda JC Kerkrade, naast hoofdtrainer Robert Molenaar. In juni 2019 werd hij aangesteld als assistent van Vincent Euvrard bij OH Leuven. Een jaar later, in juli 2020, werd Visser aangesteld als assistent van Maurice Steijn bij NAC Breda.

## Persoonlijk
Visser volgde een gymnasium/vwo-opleiding aan het Alkmaarse Murmellius Gymnasium, waar hij in 1984 na zes jaar zijn eindexamen haalde.

## Spelerscarrière
- 1983-1986 SV De Foresters
- 1986-1989 AZ Alkmaar
- 1989-1991 Vitesse
- 1991-1995 MVV
- 1995-1997 FC Utrecht
- 1997-1999 KRC Harelbeke
- 1999-2002 FC Groningen
- 2002-2003 IVS

## Trainerscarrière
- 2003-2004 MVV (assistent-trainer)
- 2004-2006 KSK Tongeren( Hoofdtrainer)
- 2006-2008 SC Heerenveen (assistent-trainer)
- 2008/2009 KRC Genk (assistent-trainer + beloften)
- 03/2009-06/2009 KRC Genk (hoofdtrainer ad interim, samen met Pierre Denier)
- 06/2009-06/2015 KRC Genk (techniektrainer en assistent-trainer, samen met Pierre Denier)
- 07/2015-06/2017 Krylya Sovetov Samara (assistent-trainer)
  - 15/04/2017 hoofdtrainer ad interim (Anzji Machatsjkala 3:1)
- 07/2017-03/2019 Roda JC Kerkrade (assistent-trainer)
- 2019- OH Leuven (assistent-trainer)

## Trivia
- Hans Visser is de enige speler in de historie van de Eredivisie die in één seizoen op maandag, dinsdag, woensdag, donderdag, vrijdag, zaterdag en zondag wist te scoren (in 1991/92 voor MVV).[2]